# 湖南省农业科学院
28°12′21″N 113°04′53″E / 28.20570°N 113.08134°E
湖南省农业科学院簡稱湖南省农科院，是湖南省人民政府直属的综合性农业科研机构，位于长沙市芙蓉区远大二路892号。湖南省农业科学院源于1901年的湖南省农务试验场，1938年成立湖南省农业改进所，1953年更名為湖南省农业试验总场，1956年更名為为湖南省农业科学研究所，1964年更名为湖南省农业科学院。1970年2月，湖南省农业科学院并入湖南省农学院（湖南农业大学前身）。1971年10月，又将两院重新分开，湖南省农业科学院恢复。

## 下属单位
- 湖南省蔬菜研究所
- 湖南省园艺研究所
- 湖南省土壤肥料研究所
- 湖南省农业经济和农业区划研究所
- 湖南省水稻研究所
- 湖南省茶叶研究所
- 湖南省核农学与航天育种研究所
- 湖南省农业环境生态研究所
- 湖南省作物研究所
- 湖南省农业科学院院机关附属
- 湖南省农业科学院生产管理处
- 湖南省植物保护研究所
- 湖南杂交水稻研究中心
- 湖南省农产品加工研究所
- 湖南省农业科学院后勤管理中心
- 湖南省农业装备研究所
- 湖南省农业信息与工程研究所
- 湖南省农业科学院科研基地管理中心
- 湖南省生物技术研究所

## 外部連結
- 官方网站